# Maianthemum gigas
Maianthemum gigas (лат.) — многолетнее цветковое растение рода Майник (Maianthemum) подсемейства Нолиновые (Nolinoideae) семейства Спаржевые (Asparagaceae). Произрастает на юге Мексики и в Центральной Америке. Растёт на лесных опушках и обочинах дорог, а иногда и как эпифит на деревьях.

## Описание

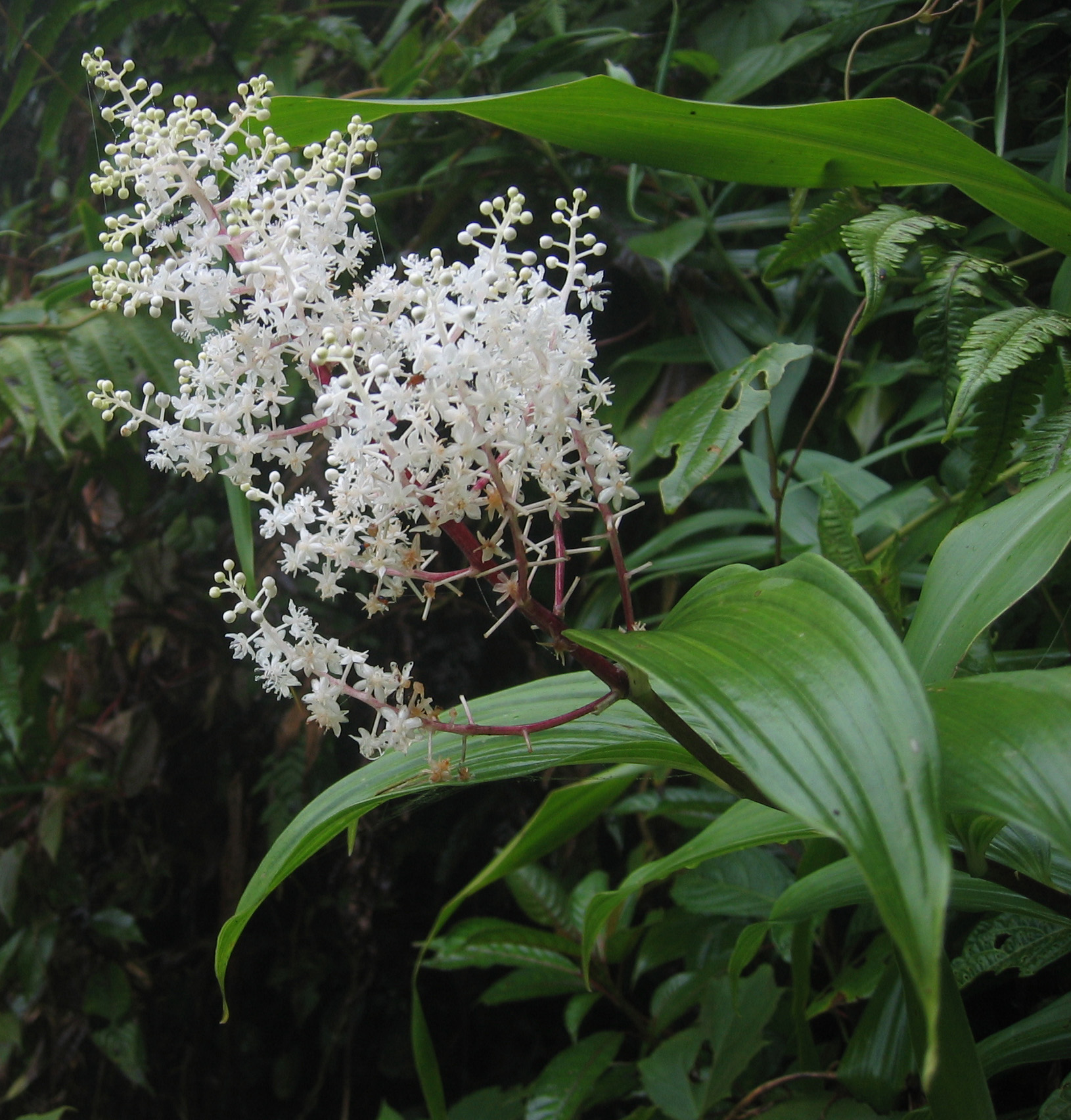
Соцветие

Maianthemum gigas — цветковое растение высотой 0,8-2,5 м. Корневище разветвлённое. Корни равномерно распределены по корневищу. Стебли наклонные или дугообразные, облиственные; обычно с 10-16 листьями, расположенными на расстоянии 3-5,5 см друг от друга. Листья имеют черешок длиной 4-5 мм. Листовые пластинки яйцевидные или эллиптические, с заострёнными кончиками и округло-коническими основаниями, длиной 14-30 см и шириной 5-9 см, с волнистыми краями. Поверхность листьев голая, с выступающими жилками. Соцветие — метёлка. На пирамидальном, разветвлённом цветоносе (метёлке) расположено от 45 до 400 цветков. Главная ось метёлки изогнута вверх, она жёсткая, прямая и обычно длиной 15-29 см. Цветок голый, часто ребристый, светло-зелёный или пурпурный. Около 25-30 раскидистых восходящих боковых веточек расположены на расстоянии 2-15 мм вдоль главной оси метёлки. Боковые веточки длиной 6-15 см с 1-2 цветками у основания, остальные расположены на расстоянии 1-4 мм (до 10 мм) вдоль веточки.. Цветки расположены на цветоножках длиной 2-5 мм, глубоко ребристые и безволосые. Цветки у обыкновенной разновидности состоят из раскидистых листочков околоцветника длиной 3-5 мм, обычно белых, но иногда с пурпурными пятнами. Существует редкая разновидность (Maianthemum gigas var. crassipes) с чашевидными цветками и более длинными, чем у более обыкновенного типа, листочками околоцветника, жёлтыми или желтовато-белыми. Тычинки расположены у основания листочков околоцветника. Плоды округлые или слаботрёхлопастные, диаметром 10-12 мм, в незрелом виде зелёные с красными пятнами, при созревании становятся красными. Цветение и плодоношение происходят круглый год.

### Разновидности
Известны две разновидности: Maianthemum gigas var. crassipes (Standl. & Steyerm.) LaFrankie и Maianthemum gigas (Woodson) LaFrankie var. gigas. M. gigas var. crassipes встречается редко, имеет чашевидные цветки и жёлтые или жёлто-белые листочки околоцветника длиной 5-7 мм и шириной 3-3,5 мм. M. gigas var. gigas имеет цветки с белыми или бело-лавандовыми листочками околоцветника, которые раскидистые, длиной 2,5-5 мм и шириной 1,5-2 мм.

## Ареал и местообитание
Обе разновидности M. gigas встречаются в мексиканском штате Чьяпасе и Гватемале. M. gigas var. gigas является более распространённым типом и также встречается в Коста-Рике, Никарагуа и Панаме. Это наземный или эпифитный майник, встречающийся в широком диапазоне высот от 900 м до более 3000 м. M. gigas var. crassipes встречается редко, но M. gigas var. gigas широко распространён и часто встречается растущим на земле на лесных опушках и вдоль дорог.